# Golzow
Golzow es un municipio situado en el distrito de Märkisch-Oderland, en el estado federado de Brandeburgo (Alemania), a una altitud de 10 metros. Su población a finales de 2016 era de 800 habs. y su densidad poblacional, 50 hab/km².